# Spiss
Pour les articles homonymes, voir Spiss.
Spiss est une commune autrichienne du district de Landeck dans le Tyrol.